# Ferdinand Karmelk
Ferdinand Karmelk, detto Ferdi (1º  giugno 1950 – Ibiza, 20 agosto 1988), è stato un chitarrista olandese.

## Biografia
Cominciò a suonare alla metà degli anni Sessanta, in alcuni gruppi quali i James Mean, i Les Baroques ed i Tee Set.
Nel 1975 suonava per i Vitesse, che lasciò un anno dopo assieme al cantante Herman Brood per passare ai Wild Romance. Più tardi divenne chitarrista di Nina Hagen, cui si legò sentimentalmente e da cui ebbe una figlia, la futura attrice Cosma Shiva Hagen. Per la Hagen scrisse alcuni brani dell'album NunSexMonkRock, Smack Jack e Dread Love.
Nel 1982, assieme a due ex componenti dei Wild Romance, il bassista Freddie Cavalli ed il batterista Kees Meerman, fondò i The Managers, che produrranno un solo singolo, Sometime Man.
Karmelk era eroinomane; si ammalò di AIDS e morì a 38 anni.